# Technomyrmex incisus
Technomyrmex incisus är en myrart som först beskrevs av Durgadas Mukerjee 1930.  Technomyrmex incisus ingår i släktet Technomyrmex och familjen myror. Inga underarter finns listade i Catalogue of Life.